# Torrent de la Corona
El torrent de la Corona és un curt torrent dels termes municipals de Sant Quirze Safaja i Castellcir, a la comarca del Moianès.
Es forma en el terme de Sant Quirze Safaja, a prop i a l'oest de la masia de Serratacó, en el costat meridional dels Camps de Serratacó. És en el vessant nord-oest de la Serra de Barnils. Des d'aquest lloc davalla cap a l'oest-nord-oest, passant pel costat de migdia de la Baga de Serratacó. Al cap d'uns 600 metres de recorregut s'aboca en el Tenes. La masia de la Corona, de la qual pren el nom, és al sud del torrent.